# Formații rock 14
Formații rock 14 reprezintă al paisprezecelea și ultimul disc al seriei Formații rock și a fost editat de casa de discuri Electrecord din România în anul 1991. Pe acest disc apar formațiile Hans Knall din Alba Iulia și Voievod din Galați, fiecare dintre ele ocupând câte o față a LP-ului.

## Lista pistelor
Fața 1 (Hans Knall):
1. Întoarce-te
2. Orizonturi
3. Calea spre adevăr
4. Copilărie

Fața 2 (Voievod):
1. Mereu am să te caut
2. Oameni pe drumul pierzaniei
3. Eu aș putea
4. Raganarök

## Componența formațiilor
Hans Knall (Alba Iulia):
- Hans Knall – voce, instrumente cu claviaturi, mașină de ritm, chitară

Voievod (Galați):
- Puiu Adrian Stanciu – vocal
- Nicu Patoi – chitară [1]
- Cristian Doicu – chitară
- Sorin Gheorghiu – tobe
- Octavian Vasilache – chitară bas [2]

În urma unei greșeli de tipar, atât piesele Hans Knall, cât și cele aparținând formației Voievod, sunt trecute pe coperta discului ca fiind compuse (muzică și versuri) de Hans Knall.